# Легкі крейсери типу «Де Зевен Провінсен»

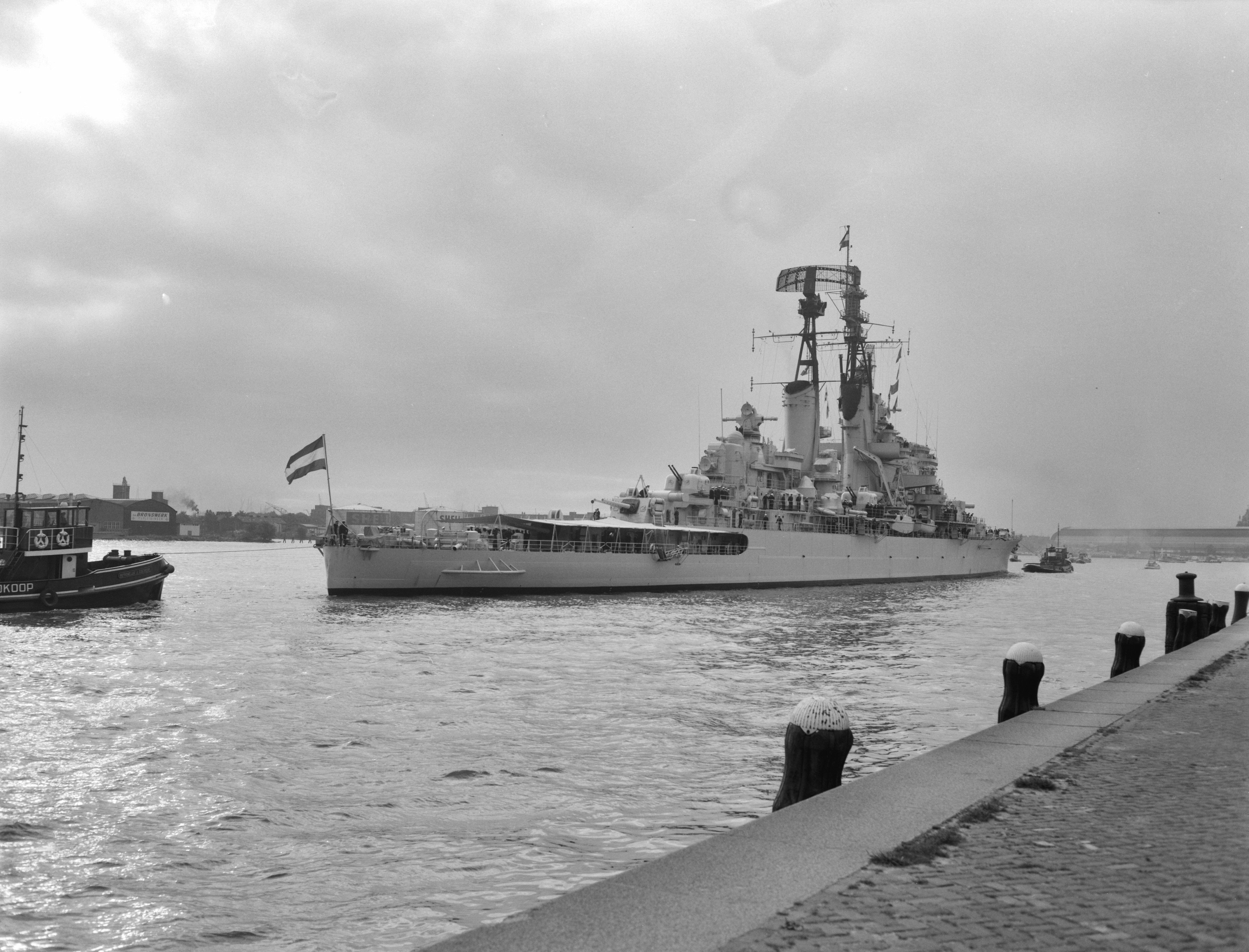
Другий корабель типу, «Де Рюйтер», фотографія 1960 року

Тип «Де Зевен Провінсен» (De Zeven Provinciën), іноді вживається назва тип «Ендрахт» (Eendracht) — тип легких крейсерів, побудованих для військово-морських сил Нідерландів.

## Історія
У 1930-тих у Нідерландах зростала занепокоєність загрозою, яку створював Імперський флот Японії для Нідерландської Ост-Індії. Для протидії їм ВМС Нідерландів розгорнуло програму розширення флоту в 1932, яка включала побудову двох нових легких крейсерів на заміну зістарених крейсерів типу «Ява». Їх конструкція являла собою покращену версію побудованого 1936 року крейсера  De Ruyter. Обидва кораблі заклали 1939. Гармати головного калібру планували розмістити у двох потрійних та у двох спарених установках. Це були 152 міліметрові гармати Бофорт з довжиною ствола 53 калібри.
Однак будівництво було перервано вторгненням нацистів до Нідерландів 10 травня 1940 року. «Де Зевен Провінсен» була завершена на 25 %, а Kijkduin  (Кейкдан)— 12 %. Німці вирішили замінити основне озброєння кораблів чотирма потрійними баштами 150 міліметрових гармат SK C/28 і продовжили роботу над De Zeven Provinciën, який був на пізнішій стадії будівництва у порівнянні з однотипним крейсером більш досконалою, ніж її близнюк; він був перейменований на KH2 («KH» означає «Kreuzer Holland» (Крейсер Голландія") та модифікований шляхом встановлення так званого «атлантичного носа», який полегшував плавання корабля під час шторму. «Ендрахт» був перейменований на KH1. Робота просувалася дуже повільно, оскільки корабельня використовувалася для інших цілей, а саботаж голландського руху опору сповільнював процес будівництва. 24 грудня 1944 року KH2 запланували затопити у суднохідному каналі Ньїве-Ватервег поблизу Роттердама, аби заблокувати його, втім вони не були реалізовані.

### Після Другої світової війни
Після закінчення Другої світової війни будівництво обох кораблів відновилося за модифікованим конструкції, у якій були враховані уроки війни. Число гармат головного калібру зменшили до 8., відмовились від торпедних апаратів на користь посилення зенітного озброєння. Було встановлено чотири спарених установок 57 міліметрових зенітних автоматів Бофорс і вісім одинарних установок Бофорс 40 мм/70.
Хоча крейсери зберегли установки головного калібру, це вже була інша модифікація гармат — 15.2 cm/53 (6") Model 1942, з автоматичним перезаряджанням. Вони мали високу скорострільність і були універсальними — могли вести вогонь як по надводним, так і повітряним цілям.
Гармати цього типу стріляють 45-кілограмовим снарядом з початковою швидкістю понад 900 метрів на секунду. Висока швидкість заряджання — від 10 до 15 пострілів на хвилину — забезпечувалася механізованій подачі снарядів, що забезпечувало перезаряджання при будь-якому куті підйому ствола. Незвичайною особливістю цих гармат, яка відрізняла їх від американських та британських аналогів було збереження зарядів і снарядів окремо. Вони окремо і подаються, але перед заряджанням снаряд втискується у гільзу гідравлічним пробійником і заряджається вже як унітарний. Подібне технічне рішення потребує значної точності обробки, проте спрощує процес заряджання.
Відповідні характеристики озброєння фактично перетворили ці кораблі на крейсери ППО.
Було встановлено вдосконалені двигуни, а також другу трубу та сучасне електронне обладнання. Імена також були змінені, коли «Ендрахт» став «Де Зевен Провінсен», а колишній носій цього ім'я був перейменований на De Ruyter. Обидва кораблі були остаточно включені у склад флоту у 1953 році.

## Кораблі типу
| Ім'я                                                      | Номер корпусу | Будівник                                       | Закладені           | Спущено на воду     | Введено в експлуатацію | Виключений зі списків флоту | Доля |
| --------------------------------------------------------- | ------------- | ---------------------------------------------- | ------------------- | ------------------- | ---------------------- | --------------------------- | --- |
| De Zeven Provinciën (колишній «Кейкдан», потім «Ендрахт») | С802          | Rotterdamsche Droogdok Maatschappij, Роттердам | 19 травня 1939 року | 22 серпня 1950 року | 17 грудня 1953 року    | 16 жовтня 1975 року         | Продано в Перу, серпень 1976 року; Списаний з експлуатації, березень 1999 р .; утилізований, 2000         |
| De Ruyter (колишній «Де Зевен Провінсен»)                 | С801          | Wilton-Fijenoord, Східам                       | 5 вересня 1939 року | 24 грудня 1944 року | 18 листопада 1953 року | 12 жовтня 1972 року         | Продано Перу, березень 1973 року; Списано, вересень 2017 року; Планують перетворити на музейний корабель. |

## Королівський флот Нідерландів

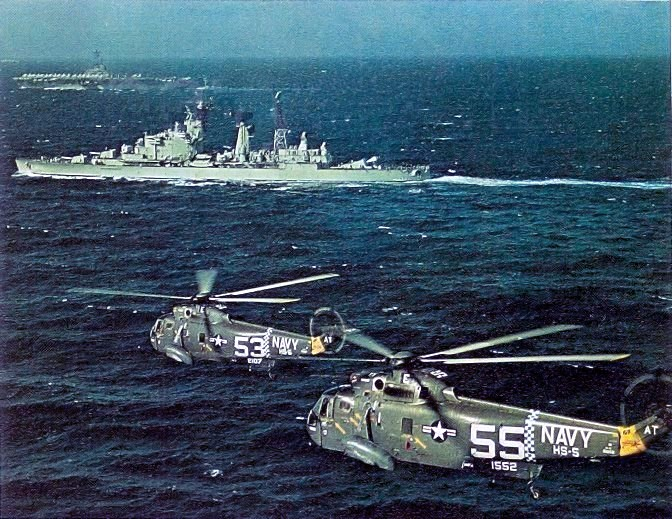
«Де Зевен Провінсен», під час спільних навчань є з американським авіаносцем «Ессекс» у 1967 році.

Під час служби у ВМС Нідерландів обидва кораблі брали участь у кількох навчаннях НАТО і часто використовувались як флагмани для різних військово-морських оперативних груп. Між 1962 та 1964 роками «Де Зевен Провінсен» пройшов модернізацію на заводі-виробнику, яка включала двох кормових башт головного калібру та встановлення на їх місці установки зенітних ракет RIM-2 Terrier. Брак коштів не дав змоги провести аналогічну модернізацію на De Ruyter, який був виведений зі складу флоту у 1972 році. Аналогічне рішення щодо однотипного корабля ухвалили у1975 році. Крейсери були замінені у ВМС Нідерландів двома фрегатами типу «Тромп».

## Військово-морські сили Перу
De Ruyter був придбаний ВМС Перу і введений в експлуатацію у 1973 році як флагманський корабель  «Алміранте Грау». De Zeven Provinciën також був також придбаний в 1976 році. Його установка RIM-2 Terrier була демонтована і замінена ангарами і польотною палубою для трьохвертольотів ASH-3D Sea King, ставши таким чином крейсером-вертольотоносцем. Він увійшов до складу ВМС Перу у 1978 році BAP  «Агірре».
З 1985 по 1988 рік «Альміранте Грау» пройшов капітальну модернізацію у Нідерландах, що дозволило судно залишатися на службі, тоді як Aguirre був знятий з експлуатації в 1999 році. «Альміранте Грау» був знятий з експлуатації в 2017 році Його планують перетворити на корабель-музей.